# Софтадес
Софта̀дес (на гръцки: Σοφτάδες) е село в Кипър, окръг Ларнака. Според статистическата служба на Република Кипър през 2001 г. селото има 7 жители.
Намира се на 3 km западно от Кити.